# Panachord Records

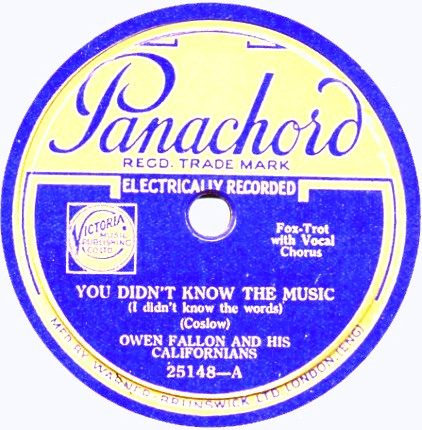
Panachord-78er von Owen Fallon and His Californians: You Didn't Know the Music

Panachord Records war ein 1931 gegründetes Sublabel der Warner-Brunswick Company.

## Geschichte des Labels
Panachord Records wurde 1931 von Warner-Brunswick als Sublabel für den britischen und australischen Markt gegründet; Geschwisterlabel für den amerikanischen Markt war Melotone Records. Die britische Abteilung wurde später von Decca Records übernommen, bis sie im November 1939 ihre Geschäftsaktivitäten einstellte. Das Panachord-Label war spezialisiert auf Hillbilly, Country- und Westernmusik; daneben veröffentlichte man auch einige Jazz-Aufnahmen, u. a. von Musikern unter Pseudonymen wie Jack Wynn and his Dallas Dandies (möglicherweise die Original Memphis Five) und Earl Jacksons's Musical Champions, hinter dem sich die Band von Chick Webb verbarg. Warner Brunswick, Ltd. verwendete für zahlreiche Panachord-Schellackplatten Master des amerikanischen Melotone-Labeld. Die Panachord-Schallplatten, die von Mai 1931 bis Ende 1939 erschienen, hatten die fortlaufenden Nummern 25.000 bis 26049.
Auf Panachord erschienen Aufnahmen von Benny Goodman (You Can't Stop Me From Lovin' You, #25091), Grace Johnston, Dick Robertson, der Mills Blue Rhythm Band, Art Jarrett, Gene Kardos, Jack Berger, Freddy Martin, Lew Stone und Red Norvo, ferner Einspielungen der ARC-Studiobands, mit den Jazzmusikern Bunny Berigan, Tommy Dorsey, Bennie Krueger, Eddie Lang, und den Sänger Smith Ballew, Scrappy Lambert, Johnny Mercer und Chick Bullock, ferner Tanz- und Unterhaltungsmusik u. a. von Sleepy Hall And His Collegians (Parkin' in the Moonlight; #25091), Maurice Winnick (So Ashamed, #25391 (1932) und God Save The King 1932), August de Laat (The Lambeth Walk, 1938), Arthur Tracy (The Street Singer; With Every Breath/June in January, #25651, My Romance, #25269 und Auf Wiedersehen, My Dear, #25602).